# Émile-Louis Burnouf
Émile-Louis Burnouf (født 26. august 1821 i Valognes, død januar 1907) var en fransk filolog, fætter til Eugène Burnouf.
Burnouf blev 1854 professor i den gamle litteratur i Nancy, 1867 direktør for École française i Athen, tog sin afsked 1875 og levede derefter i Paris. Blandt hans værker mærkes: Méthode pour étudier la langue sanscrite (3. oplag 1885), Essai sur le Véda, ou introduction à la connaissance de l'Inde (1863), Dictionnaire classique sanscrit-français (1863-65), Histoire de la littérature grecque (2 bind, 1869; nyt oplag 1883), La science des religions (4. oplag 1885, også oversat på engelsk), La mythologie des Japonais (1875), La ville et l'Acropole d'Athènes (1877), Le Catholicisme contemporain (1879), La vie et la pensée; éléments réels de Philosophie (1886), Restitution des chants de l'église latine (1887). Endvidere udgav han en fransk oversættelse af Nala (1856), Bhagavadgita (1861); andre stykker sanskrit (1866), med mere og artikler i "Revue des deux Mondes" og andre tidsskrifter.